# James Gibson
James Howard Gibson (født d. 23. december 1976) er en amerikansk fribryder, som bedst er kendt som James Gibson i Ring of Honor, Jamie-san og Jamie Knoble i World Championship Wrestling, og Jamie Noble i World Wrestling Entertainment. Han er bl.a. tidligere WWE Cruiserweight mester og ROH verdensmester. 

## Biografi

### World Championship Wrestling
James Gibson debuterede i WCW som den maskerede "japanske" Jamie-San, som medlem af Jung Dragons sammen med Kaz Hayashi og Jimmy Yang. Trioen fejdede med Three Count, og denne fejde eksisterede on-off gennem hele år 2000. I oktober 2000 blev han afmaskeret, og det blev hermed afsløret at han slet ikke var japaner. Han ændrede navn til Jamie Knoble og taggede sammen med Evan Karagias, hans tidligere rival fra Three Count. Dog var der ofte gnidninger mellem de to, som var tidligere high school rivaler. I marts 2001 blev WCW opkøbt af WWF, og James Gibsons kontrakt blev også opkøbt. 

### World Wrestling Entertainment
James Gibson debuterede i WWE som Jamie Noble i 2002, med Nidia ved sin side. Her blev han hurtigt en hadet heel, med sin tykke bonderøvs accent og white trash gimmick. Han vandt WWE Cruiserweight mesterskabet, og fejdede mod The Hurricane, Billy Kidman og Tajiri bl.a. I 2004 blev hans kontrakt opsagt. 